# Nezavisni sindikat znanosti i visokog obrazovanja
Nezavisni sindikat znanosti i visokog obrazovanja (NSZVO, skraćenim imenom Sindikat znanosti), jedna je od prvih modernih, demokratskih organizacija nastalih u Republici Hrvatskoj, u jeku velikih političkih promjena koje će uskoro rezultirati osamostaljenjem od SFRJ. 
Ideja o osnivanju nove sindikalne organizacije neovisne o tadašnjim jugoslavenskim strukturama rodila se 6. listopada 1989. godine na Institutu Ruđer Bošković, a sam sindikat je osnovan 11. siječnja 1990. godine na Veterinarskom fakultetu u Zagrebu. Za prvog predsjednika novonastalog sindikata izabran je Vilim Ribić.
Sindikat znanosti jedini je reprezentativan sindikat u sustavu znanosti i visokog obrazovanja i prisutan je na više od 130 podružnica na svim javnim fakultetima te gotovo svim javnim institutima, kao i nekoliko samofinancirajućih ustanova u Republici Hrvatskoj. Sindikat znanosti član je Matice hrvatskih sindikata, sindikalne udruge više razine, putem koje sudjeluje u tripartitnom socijalnom dijalogu na državnoj razini unutar Gospodarsko-socijalnog vijeća, tijela u kojem su uz sindikate drugi partneri Vlada RH te Hrvatska udruga poslodavaca. Također, NSZVO je punopravni član međunarodne sindikalne organizacije Education International te njene europske filijale ETUCE (European Trade Union Committee for Education), putem koje predstavnici Sindikata sudjeluju u tripartitnom socijalnom dijalogu na europskoj razini, kroz posebno tijelo Europske komisije - European Sectoral Social Dialogue in Education (ESSDE).
Sjedište Sindikata znanosti nalazi se na adresi Ulica Florijana Andrašeca 18A, Zagreb. Riječ je o poslovnoj zgradi koju je Sindikat izgradio vlastitim sredstvima, što je u hrvatskim okvirima rijedak primjer ulaganja sredstava članova u dugoročnu imovinu i povećanje infrastrukturnih kapaciteta za sindikalno djelovanje.
Aktualni predsjednik Sindikata znanosti je prof. dr. sc. Petar Pervan, dok funkciju predsjednice Velikog vijeća obnaša prof. dr. sc. Vesnica Garašić.
Počasni predsjednici Sindikata su prof. dr. sc. Zvonimir Šikić i prof. dr. sc. Krunoslav Pisk.
Osnivači sindikata bili su: dr. sc. Delko Barišić, prof. dr. sc. Tomislav Bašić, prof. dr. sc. Milan Galović, mr. sc. Boris Grigić, Velimir Milaković, prof. dr. sc. Vlado Pandžić, prof. dr. sc. Miljenko Primorac, dr. sc. Zdenko Radelić, dr. sc. Furio Radin, Vilim Ribić, prof. dr. sc. Miljenko Šimpraga i dr. sc. Alfred Švarc.